# Leninski rajon, Hrodnas voblast
Leninski rajon (belarusiska: Ленінскі раён) är en av de två administrativa enheterna (rajoner) i staden Hrodna i Belarus. Den ligger i Hrodna voblast, i den västra delen av landet, 250 km väster om huvudstaden Minsk.
Runt Leninski rajon är det i huvudsak tätbebyggt. Runt Leninski rajon är det ganska tätbefolkat, med 139 invånare per kvadratkilometer.